# 張韻琪

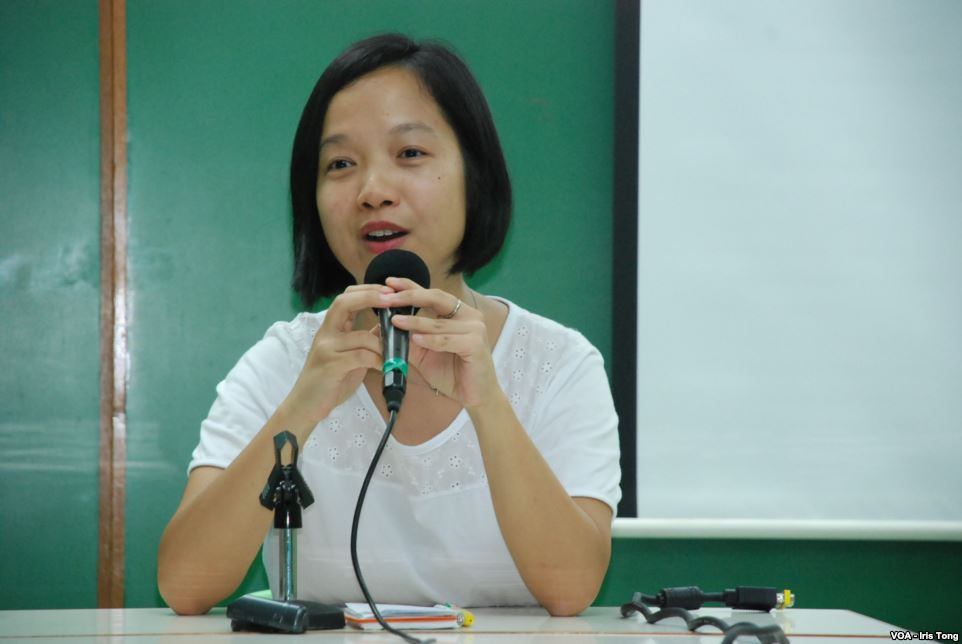
張韻琪近照

張韻琪（Gloria Chang）（1977年—），香港大學政治與公共行政學系的畢業生，前香港大學學生會會長，前香港大學政治及公共行政學會主席，於嘉諾撒聖瑪利書院中七畢業，天主教徒，活躍於社會運動。香港民主發展網絡成員。曾任綠色和平氣候變化與可再生能源項目主任，現任綠色和平項目經理。

## 相關事件
2000年，港大校長干預民調的「鍾庭耀事件」中，張韻琪使用揚聲器（俗稱「大聲公」）要求校長鄭耀宗落台，強硬形象，被冠以小辣椒的稱號。因此成為英文周刊《亞洲新聞》2000年12月號封面人物。
2000年8月，在「六‧二六」香港特區政府總部抗議集會事件中，張韻琪與其他香港專上學生聯會學生代表在集會抗議《公安條例》時被警方以涉嫌「協助及參與非法集會」及「阻差辦公」罪名拘捕。
2003年，在香港特區政府推廣香港基本法第二十三條立法期間，張韻琪曾與當時的保安局局長葉劉淑儀在論壇辯論。
張韻琪亦曾主持電台節目。她曾與其他主持人共同主持香港電台的時事清談節目《不是請客吃飯》。

## 外部連結
- 極度冰荒 – 張韻琪的北極探測之旅 | 綠色和平
- 張韻琪：避談政改何來凝聚 （页面存档备份，存于）
- 張韻琪：《始終係天主》 （页面存档备份，存于）
- 張韻琪：「希望葉劉淑儀聆聽他人的意見!」 （页面存档备份，存于）
- 香港獨立媒體 我的六四故事 張韻琪：有人說六四…
- 大紀元時報 - 張韻琪：民「輕」君「貴」豈能示威？ （原載蘋果日報） （页面存档备份，存于）
- 張韻琪：積累七年的政治赤字 （页面存档备份，存于）